# Trevell Quinley
Trevell Quinley (né le 16 janvier 1983) est un athlète américain, spécialiste du saut en longueur. Il mesure 198 cm. Son club est le So Cal Cheetas.
Il a terminé 3e des championnats américains avec 8,24 m (vent favorable).

## Palmarès

### Championnats du monde junior d'athlétisme
- Championnats du monde junior d'athlétisme de 2002 à Kingston ( Jamaïque)
  -  Médaille de bronze en saut en longueur

### Meilleures performances
- 60 m en salle : 6 s 89 A 2h4 	Flagstaff AZ	3 février 2007
- 100 m : 10.71 	 	1.8 	1r2 	Davis CA	10 mars 2007
- Hauteur : 2,15 m 	1 	Tempe AZ	26 mars 2004
- Longueur : 8,22 m (+1,9 m/s) 	- 	NC	Indianapolis IN	22 Jun 2007
- en salle : 8,07 m A 	1 	Flagstaff AZ	3 février 2007.